# Інтерлакен
Інтерлакен (нім. Interlaken — букв. «між озерами») — громада  в Швейцарії в кантоні Берн, адміністративний округ Інтерлакен-Обергаслі, окружний центр.

## Історія
Інтерлакеном спершу називався католицький монастир в кантоні Берн, між озерами Тун і Брієнц; звідси лат. Inter lacus (між озерами), з двох слів утворився топонім Interlachen (в історичних документах вживається також назва Interlappen, що пояснюється як лат. Inter lapides (між камінням)). Монастир був заснований 1130 року та отримав великі привілеї від імператора Конрада III. У XIV столітті він самостійно вів перемовини з Берном, але в XV столітті поступово потрапив під його владу.
Після реформації монастир Інтерлакен був реформований у лікарню для душевнохворих.
Поблизу Інтерлакена, на горі Абендберг, швейцарський психіатр Гуггенбюль створив першу спеціалізовану лікарню для хворих кретинізмом.

## Географія
Інтерлакен — кліматичний курорт в Бернському Оберланді, між Тунським та Брієнцьким озерами, у замкненій високими горами улоговині.
Громада розташована на відстані близько 45 км на південний схід від Берна.
Інтерлакен має площу 4,3 км², з яких на 47,1% дозволяється будівництво (житлове та будівництво доріг), 24,2% використовуються в сільськогосподарських цілях, 21,9% зайнято лісами, 6,8% не є продуктивними (річки, льодовики або гори).

## Демографія
2019 року в громаді мешкало 5634 особи (+3,8% порівняно з 2010 роком), іноземців було 31,4%. Густота населення становила 1319 осіб/км².
За віковим діапазоном населення розподілялося таким чином: 15,4% — особи молодші 20 років, 62,4% — особи у віці 20—64 років, 22,3% — особи у віці 65 років та старші. Було 2835 помешкань (у середньому 1,9 особи в помешканні).

### Клімат
Містечко знаходиться у зоні, котра характеризується морським кліматом. Найтепліший місяць — липень із середньою температурою 16.9 °C (62.4 °F). Найхолодніший місяць — січень, із середньою температурою -1.2 °С (29.8 °F).
| Клімат Інтерлакена      | Клімат Інтерлакена | Клімат Інтерлакена | Клімат Інтерлакена | Клімат Інтерлакена | Клімат Інтерлакена | Клімат Інтерлакена | Клімат Інтерлакена | Клімат Інтерлакена | Клімат Інтерлакена | Клімат Інтерлакена | Клімат Інтерлакена | Клімат Інтерлакена | Клімат Інтерлакена |
| Показник                | Січ.               | Лют.               | Бер.               | Квіт.              | Трав.              | Черв.              | Лип.               | Серп.              | Вер.               | Жовт.              | Лист.              | Груд.              | Рік                |
| Середній максимум, °C   | 2,1                | 4,5                | 8,7                | 13                 | 17,5               | 20,6               | 23,2               | 22,2               | 19                 | 14                 | 7,3                | 2,9                | 12,9               |
| Середня температура, °C | −1,2               | 0,4                | 3,6                | 7,4                | 11,6               | 14,7               | 16,9               | 15,9               | 13,1               | 8,5                | 3                  | −0,4               | 7,8                |
| Середній мінімум, °C    | −4,1               | −3,1               | −0,7               | 2,6                | 6,5                | 9,7                | 11,9               | 11,4               | 8,7                | 4,6                | 0                  | −3,1               | 3,7                |
| Норма опадів, мм        | 75                 | 76                 | 85                 | 89                 | 109                | 139                | 128                | 145                | 81                 | 78                 | 90                 | 80                 | 1174               |
| Днів з опадами          | 10,1               | 9,6                | 12,1               | 11,8               | 13,9               | 14,2               | 12,8               | 13,5               | 9                  | 8,4                | 10                 | 10,1               | 125,4              |
| Вологість повітря, %    | 85                 | 80                 | 75                 | 70                 | 70                 | 75                 | 75                 | 80                 | 80                 | 85                 | 85                 | 85                 | 78.8               |
| ----------------------- | ------------------ | ------------------ | ------------------ | ------------------ | ------------------ | ------------------ | ------------------ | ------------------ | ------------------ | ------------------ | ------------------ | ------------------ | ------------------ |
| Джерело: Weatherbase    |                    |                    |                    |                    |                    |                    |                    |                    |                    |                    |                    |                    |                    |

## Туризм та активний відпочинок
Інтерлакен є базовим населеним пунктом під час відвідування регіону Юнгфрау. На висоті 3454 м розташована кінцева станція залізниці «Юнгфрау» — найвисокогірніший вокзал Європи. За 600 м від Юнгфрауйох височить «Сфінкс», скеля висотою 3571 м. На ній розташовані оглядовий майданчик, метеостанція та найвисокогірніша обсерваторія в Європі.
У зимовий час року Інтерлакен приваблює гірськолижників та сноубордистів. У Інтерлакені також розвинені такі види спорту як альпінізм, скелелазіння, парапланеризм, віндсерфінг.
З Інтерлакена щорічно з 1992 року стартує гірський марафон Юнгфрау.

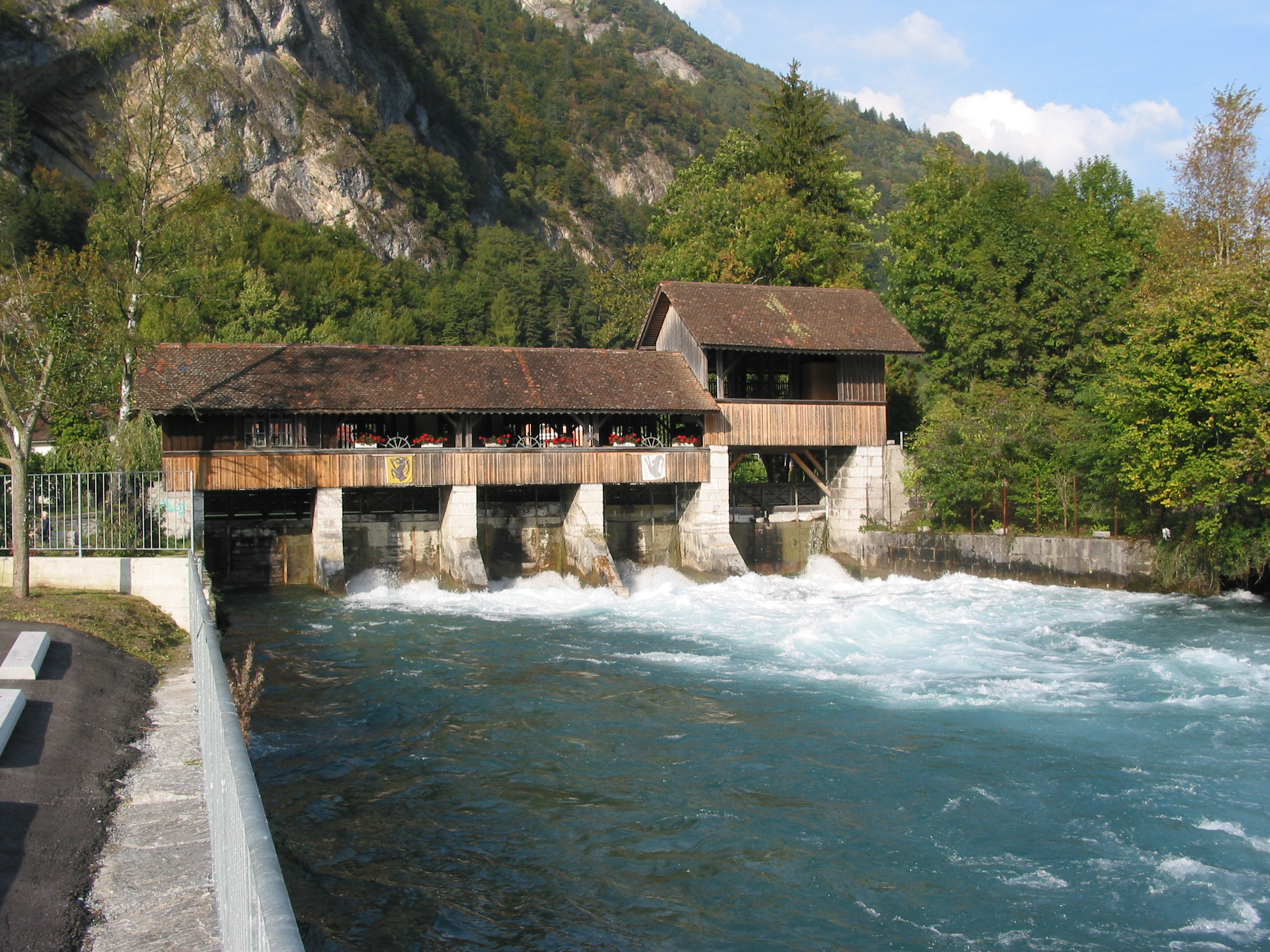
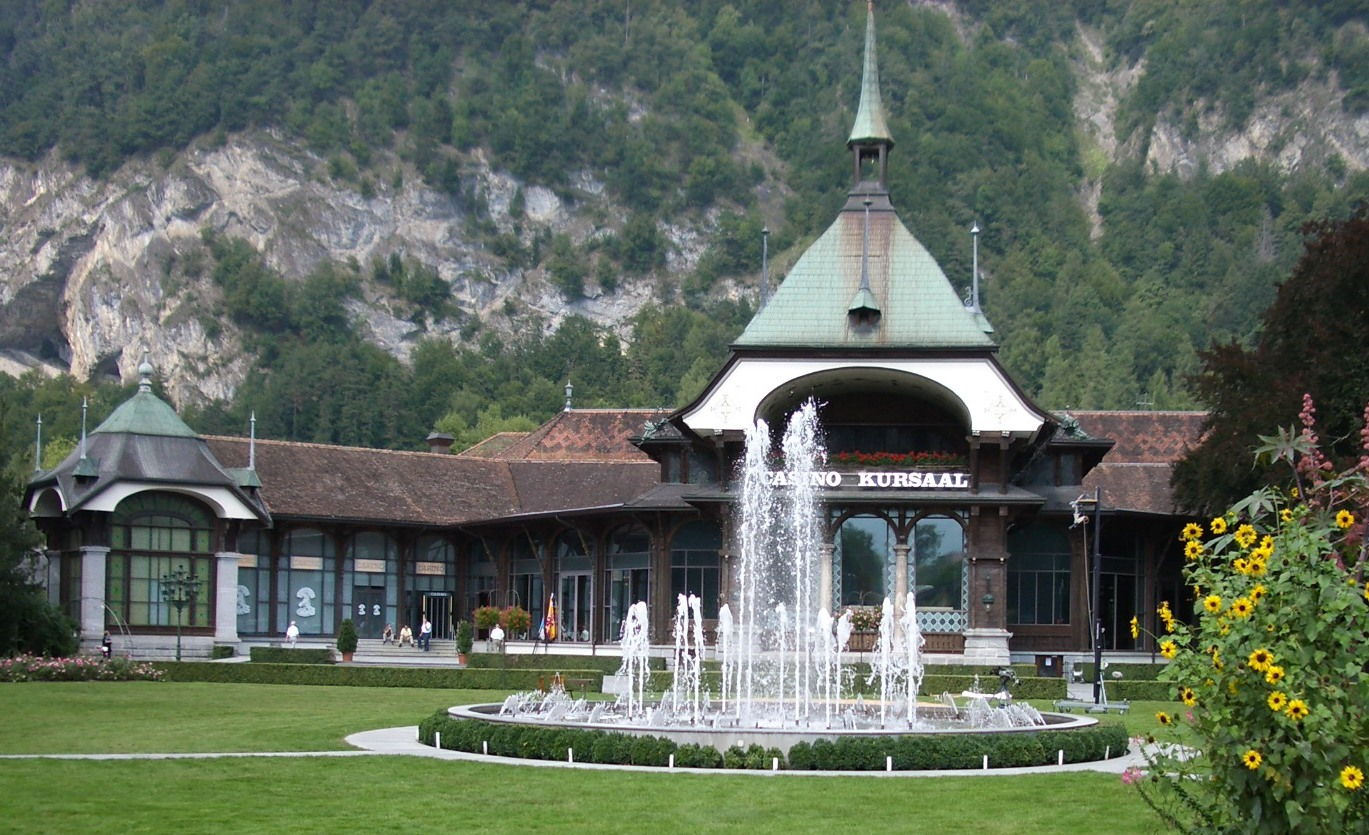
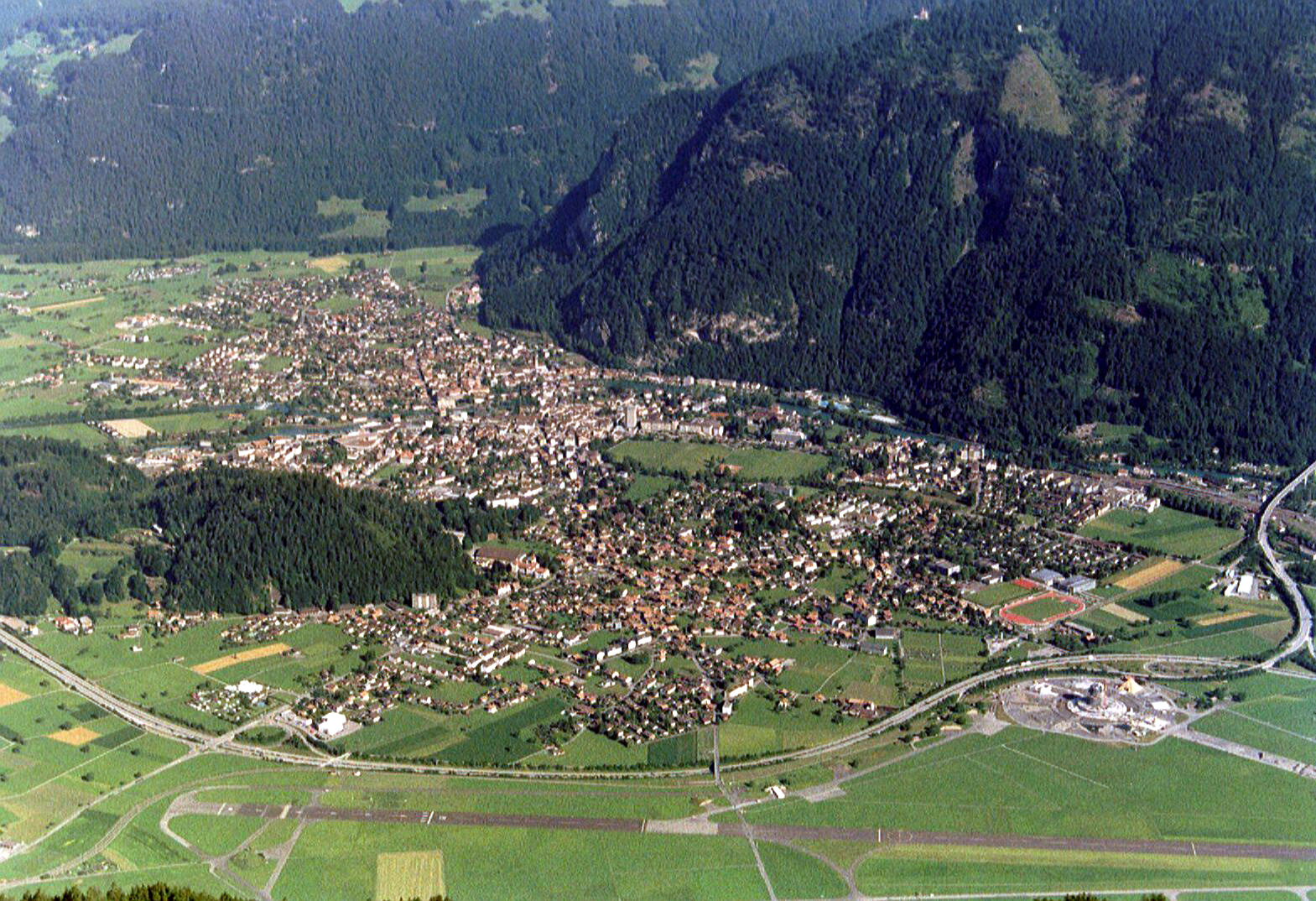

## Міста-побратими
Інтерлакен є побратимом японського міста Оцу.